# Clemens VIII
Clemens VIII (latin den milde), född Ippolito Aldobrandini 24 februari 1536 i Fano, död 3 mars 1605 i Rom, var påve från den 30 januari 1592.

## Biografi
Ippolito Aldobrandini tillhörde en florentinsk adelsläkt, och föddes som son till kanslern Silvestro Aldobrandini och Lisa Donati. Han började studera juridik, enligt sin faders önskan, som själv var en framstående jurist. Det var i den egenskapen Ippolito Aldobrandini hamnade i kyrkans tjänst, först i konsistoriet, sedan i Sacra Romana Rota. Han utsågs 1585 till kardinalpräst med San Pancrazio som titelkyrka. Under tiden som kardinal skickades han som legat till Polen, och när han så lyckades frige den fängslade ärkehertigen Maximilian hade han vunnit vänskapen från huset Habsburg. Philip Neri var hans biktfader i 30 år, tills han blev påve.
År 1592 valdes han till Innocentius IX:s efterträdare på påvestolen; detta skedde mot det spanska inflytandet. Som påve arbetade han på att återvinna kurians självständighet gentemot den spanska politiken och närmade sig därför Frankrike. Clemens indrog 1598 hertigdömet Ferrara som ledigt län. 1592 lät han utge en upplaga av Vulgata, sedermera även av mässboken, Pontificale och Cæremoniale.
Han grundade Collegio Clementino i Rom för utbildning av de högre samhällsklasserna, och Collegio Scozzese för att utbilda skotska missionärer. Han engagerade sig ofta personligen i vad som låg på hans bord, så till exempel i kontroversen mellan jesuiter och dominikaner, och i skilsmässan mellan Henrik IV av Frankrike och Margareta av Valois. Bland hans bullor finns ett förbud mot att duellera. Den 25 juli 1593 förkastade han kalvinismen. Under hans pontifikat avrättades Beatrice Cenci, och Giordano Bruno brändes på bål på Campo de' Fiori. Jubelåret 1600 besökte tre miljoner pilgrimer Rom.
Clemens är begravd i basilikan Santa Maria Maggiore.